# Šanov (district de Zlín)
Pour les articles homonymes, voir Šanov.
Šanov (en allemand : Schanow, de 1939 à 1945 : Schönau) est une commune du district et de la région de Zlín, en République tchèque. Sa population s'élevait à 485 habitants en 2020.

## Géographie
Šanov se trouve à la frontière avec la Slovaquie, à 6 km au sud-sud-est de Slavičín, à 27 km au sud-est de Zlín, à 96 km à l'est-sud-est de Brno et à 275 km au sud-est de Prague.
La commune est limitée par Slavičín au nord, par Rokytnice à l'est, par la Slovaquie au sud, et par Pitín et Hostětín à l'ouest.

## Histoire
La première mention écrite de la localité remonte à 1261.

## Transports
Par la route, Šanov se trouve à 6 km de Slavičín, à 38 km de Zlín, à 111 km de Brno et à 317 km de Prague.